# Twisted Ahead
Twisted Ahead är det Nynäshamnsbaserde metalbandet Slodusts debutalbum. Albumet spelades in i Soundland studios och gavs ut av skivbolaget Black Mark 2002.
Musiken är skriven av Roger Ersson utom Bad song och Pick up the pieces som är skrivna av Ersson och Hugo Tigenius tillsammans samt Breathing under water av Ersson och "Dogge" Welin. Texterna är skrivna av Niklas Murbeck, förutom "Bad song" av Ersson, Tigenius och Murbeck samt Pick up the pieces vars text är skriven av Ersson.

## Låtlista
1. Wicked
2. Inside Your Heart
3. This Day
4. Breathing Under Water
5. Adam
6. Spit
7. What?!
8. Pick Up The Pieces
9. Bad Song
10. Tjing Tjing
11. Fuck All Y'all
12. Grassroots

## Banduppsättning
- Roger Ersson - bas
- Hugo Tigenius - trummor
- Niklas Murbeck - sång
- Niklas "Dogge" Welin - gitarr